# Pays des Illinois
1610–1763
Entités précédentes :
- Algonquiens

Entités suivantes :
- Province de Québec

Le Pays des Illinois ou Haute-Louisiane était une subdivision administrative et politique de la Louisiane à l'époque de la Nouvelle-France. Le chef-lieu du Pays des Illinois était Fort de Chartres, au point de rencontre du fleuve Mississippi et du Meramec. La région, peuplée de colons canadiens, connut une effervescence plus marquée entre les confluents du Mississippi, du Meramec et de la rivière des Kaskaskias. Vivant d'étroites fréquentations avec les Amérindiens, la population était regroupée en plusieurs villages : Kaskaskia, Cahokia, Prairie du Rocher, Sainte-Geneviève, Saint-Philippe, et Vincennes un peu plus à l'est, aux abords de l'Ohio. En 1752, la population s'était élevée à 2 573 habitants sans Vincennes.
La survie précaire d’une variété de français encore parlée dans la région aujourd’hui et appelée français du Missouri (Paw Paw French en anglais) est une survivance actuelle de cette présence française ancienne dans cette partie des États-Unis.

## Historique
Le Pays des Illinois fut d'abord gouverné depuis le Canada, mais par ordonnance du Roi Louis XV le 27 septembre 1717, il fut ensuite rattaché à la province royale de la Louisiane. En 1721, le septième district militaire de la Louisiane fut nommé Illinois. Ce territoire incluait la moitié de l'État actuel de l'Illinois, ainsi que les terres entre la rivière Arkansas et le 43e parallèle nord, entre les montagnes Rocheuses et le fleuve Mississippi. En 1723, la région autour de la rivière Wabash devint un district séparé. En 1745, la frontière nord-est du Pays des Illinois fut fixée aux environs de la rivière Illinois. Pendant cette période, le Pays des Illinois était appelé la Haute-Louisiane, même si ce terme impliquait le territoire à l'ouest du Mississippi, avec Le Pays des Illinois à l'est du Mississippi et au nord de la rivière Ohio. Cette distinction fut précisée lors du Traité de Paris en 1763, lorsque les Britanniques, d'une part, acquirent les terres à l'est du Mississippi et créèrent le Territoire amérindien, qui fit plus tard partie de la Province de Québec, et que l'Espagne, d'autre part, prit le contrôle de la Louisiane sous le nom de Louisiane espagnole, à l'ouest du Mississippi. De nombreux Canadiens traversèrent le fleuve Mississippi en direction de Saint-Louis et de la Louisiane pour éviter d'être sous tutelle britannique.

### Fort St-Louis

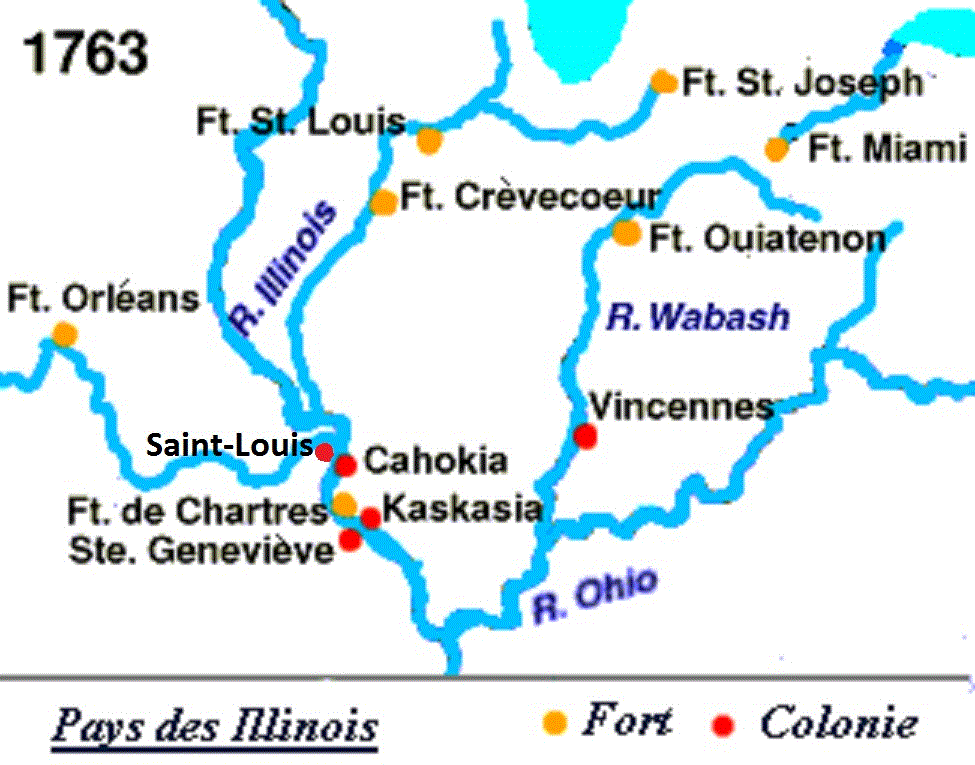
Carte des villages et des forts aux Pays des Illinois.

René-Robert Cavelier de La Salle construisit le Fort St-Louis sur une butte le long de la rivière Illinois durant l'hiver de 1682.

### Fort de Chartres
Le 1er janvier 1718, le monopole pour la région fut donné à John Law de Lauriston et sa Compagnie d'Occident qui allait devenir la Compagnie perpétuelle des Indes en 1719. Espérant faire fortune dans les métaux précieux, un contingent militaire fut envoyé de La Nouvelle-Orléans. La construction du fort commença en 1718 et fut achevée en 1720.

### Autres habitations
- Peoria fut le premier établissement au sud de la Nouvelle-France. Les intérêts de la France pour Peoria remontaient à plus de cent ans lorsque les explorateurs arrivèrent par l'entremise de la rivière Illinois en 1673.
- En 1675, Jacques Marquette fonda la mission au Grand Village des Illinois, proche d'Utica, qui fut détruite par les Iroquois en 1680.
- Cahokia, établi en 1699 par des missionnaires en provenance de Québec, fut l'un des premiers établissements dans la région.
- Fort de l'Ascension fut construit en 1702, à l'embouchure de la rivière Ohio par le capitaine Charles Juchereau de Saint-Denis. En 1757, durant la guerre de Sept Ans, les Français construisirent un nouveau fort, situé au même endroit, et le renommèrent Fort Massiac.
- Kaskaskia, établi en 1703 au confluent de la rivière Kaskaskia avec le Mississippi, environ 120 km au sud de Saint Louis, était une station missionnaire. Elle fut en 1752 la principale ville en Illinois avec une population d'à peu près mille habitants. Elle devint la première capitale de l'Illinois entre 1818 et 1820. Un fort y fut construit en 1721, et fut détruit par les Britanniques en 1763.
- Saint-Philippe, établi en 1718 par des familles canadiennes.
- En 1720, Philip François Renault, directeur des opérations minières pour la Compagnie de l'Occident, arriva avec 200 travailleurs et mécaniciens, ainsi que 500 esclaves de Saint-Domingue pour travailler dans les mines. Cependant, les mines n'offraient que du charbon et du plomb, qui n'étaient pas profitables pour que la compagnie puisse survivre. En 1723, Renault, avec ses travailleurs et esclaves, établit le village de Saint-Philippe. À trois miles du Fort de Chartres, le village devint très productif et il y avait un surplus de produits qui était vendu au sud de la Louisiane.
- En 1722, Sainte-Thérèse Langlois, un neveu de Boisbriand, fonda Prairie du Rocher. Le village fut construit sur un terrain donné par la Compagnie des Indes.
- Fort Orléans fut construit en 1723 le long de la rivière Missouri par Étienne de Veniard, sieur de Bourgmont.
- Fort Vincennes, établit en 1731, fut un avant-poste conçu pour établir l'influence de la France sur le territoire de la vallée de Wabash, et pour renforcer les liens avec les Miamis, Weas et Piankashaws[3].
- Sainte-Geneviève fut établi aux alentours de 1750 le long de la rive ouest du Mississippi, face à Kaskaskia. Ce village était peuplé principalement de fermiers et de marchands canadiens venant des établissements du côté est du fleuve Mississippi.
- Saint Louis fut fondé en 1764 par des trappeurs canadiens. En 1765, Saint-Louis devint la capitale de la Haute-Louisiane. Puis à partir de 1767, la région passa sous le contrôle des Espagnols[4], tout en gardant une forte influence française.
- Vincennes fut établie en 1732 comme deuxième poste de traite dans la région. La Compagnie des Indes nomma un officier canadien, François-Marie Bissot de Vincennes, pour la construction du poste le long de la rivière Wabash pour décourager les nations amérindiennes de faire la traite avec les Anglais.